# Wolves de Sudbury (EPHL)
 (janvier 2019).
Si vous disposez d'ouvrages ou d'articles de référence ou si vous connaissez des sites web de qualité traitant du thème abordé ici, merci de compléter l'article en donnant les références utiles à sa vérifiabilité et en les liant à la section « Notes et références ».
Les Wolves de Sudbury sont une franchise de hockey sur glace ayant évolué dans l'Eastern Professional Hockey League.

## Historique
Créée en 1959, les Wolves de Sudbury jouent dans l'Eastern Professional Hockey League durant toutes les saisons de la ligue, et lors de la disparition de celle-ci, l'équipe professionnelle cesse ses activités.